# Estación Villa Crespo
Villa Crespo (llamada Chacarita hasta el año 2016) es una estación ferroviaria ubicada en el límite del barrio homónimo con el de Chacarita, Ciudad de Buenos Aires, Argentina

## Ubicación
La estación se encuentra en la intersección de las vías del Ferrocarril San Martín con la Avenida Corrientes. En este punto, las vías forman el límite entre los barrios de Villa Crespo y Chacarita, lo que dio origen a una larga petición de la Junta Barrial y de Estudios Históricos de Villa Crespo iniciada en 2001, sobre el nombre que debía llevar el conocido, hasta 2016, como "Paradero Chacarita". Ese año fue sancionada y promulgada la Ley Nacional N.º 27.288  que denominó "Villa Crespo" a dicho lugar de detención del ferrocarril San Martín en la que se fundamentó la denominación y se explicó el motivo de porqué no corresponde que sea Chacarita.

## Servicios
La estación corresponde a la Línea San Martín de los ferrocarriles metropolitanos de Buenos Aires, la cual conecta las terminales Retiro, José C. Paz, Pilar y Domingo Cabred.

## Historia

### Estación original
Antes de la estación, existía en ese lugar una cabina de cambios llamada "Triunvirato" para controlar un ramal de cargas que se dirigía a la estación Caballito del Ferrocarril Oeste. El "Paradero Chacarita" fue construido en 1934, posiblemente para permitir la combinación con el Subterráneo Lacroze (actual Línea B).
Los andenes se construyeron desfasados, cada uno de un lado distinto de la avenida, para reducir el tiempo en que la barrera permanecía baja. Originalmente contaba con un puente peatonal para acceder al andén ascendente desde el otro lado de la Avenida Corrientes, que fue desmantelado años después.
Más allá de la ampliación de algunos locales comerciales, la estación permaneció sin cambios sustanciales hasta el año 2014, cuando se elevaron los dos andenes de la estación para recibir a nuevos trenes de pasajeros.

### Estación elevada
El 25 de septiembre de 2017 se clausuraron los servicios de pasajeros para la construcción del viaducto que enlaza el tramo entre el puente de la Avenida San Martín y Palermo.[cita requerida] La estación fue completamente desmantelada, incluyendo los refugios originales de madera y la  cabina de señales, de gran valor patrimonial. Se inició la construcción de una nueva estación elevada en su lugar, cuya inauguración estaba planeada para fines de 2019. Finalmente la nueva estación elevada fue abierta al público el 26 de septiembre de 2023.

## Diagrama
| Plataforma lateral, las puertas abren del lado izquierdo. |                                                                            |
| Andén 2                                                   | Trenes comunes y expresos a Retiro (próxima Palermo) →                     |
| Andén 1                                                   | ← Trenes comunes y expresos a J. C. Paz/Pilar/Cabred (próxima La Paternal) |
| Plataforma lateral, las puertas abren del lado izquierdo. |                                                                            |

## Imágenes

### Antes de la elevación de las vías

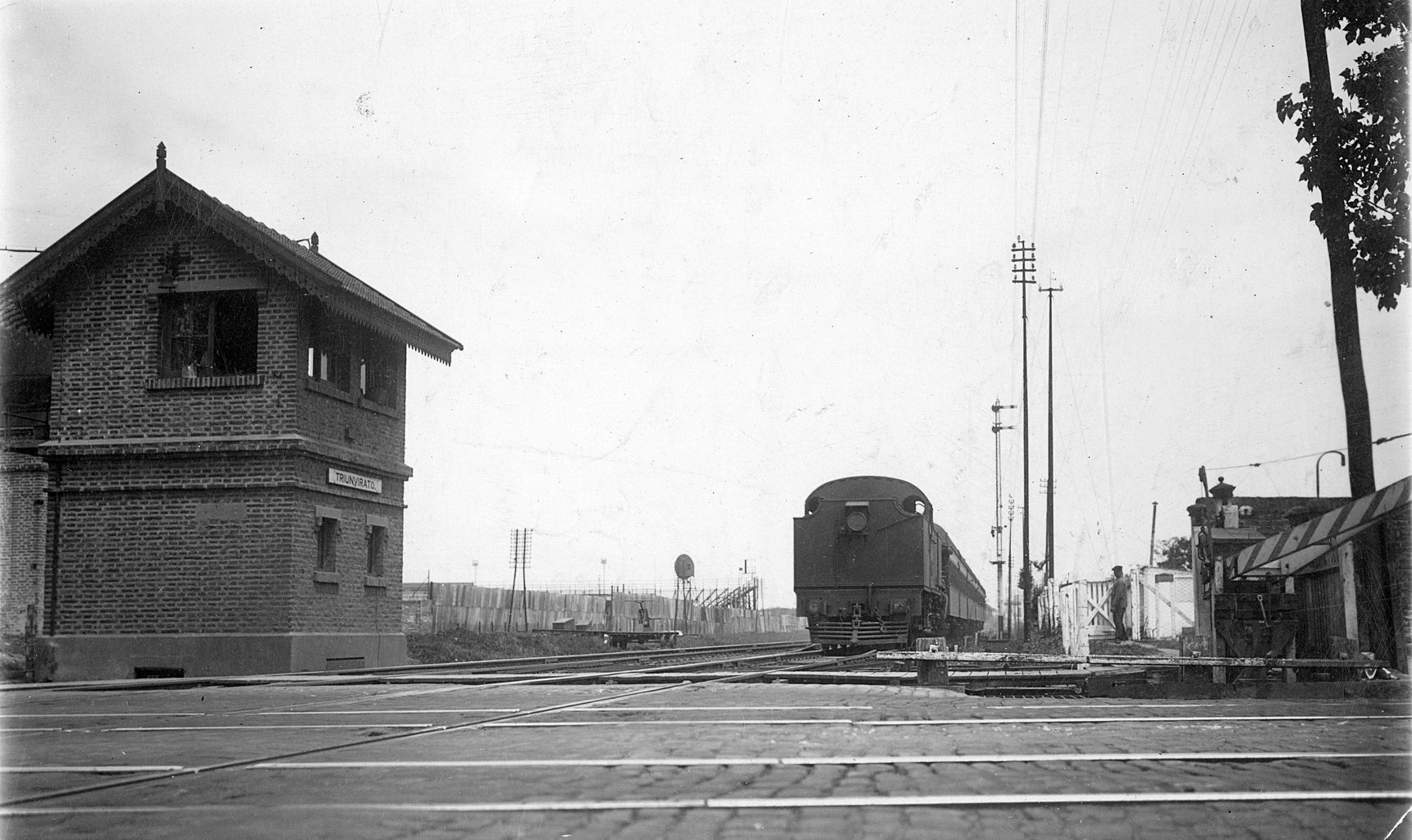
Av. Corrientes y la vía antes de 1934
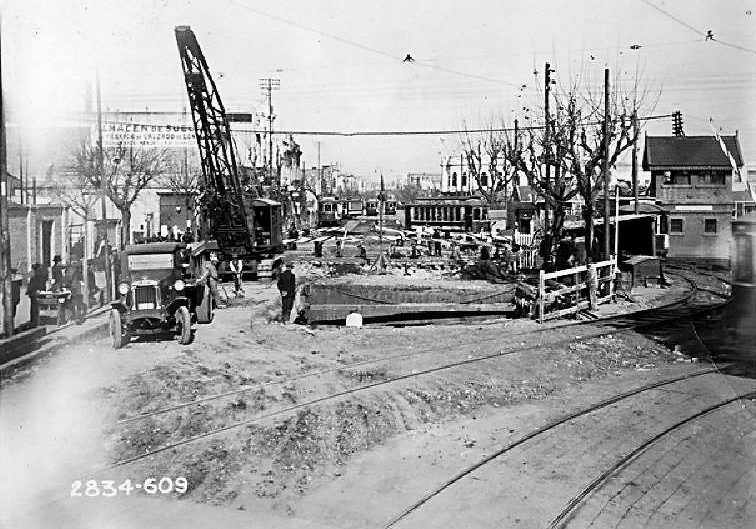
Durante la construcción del subte bajo Avenida Corrientes
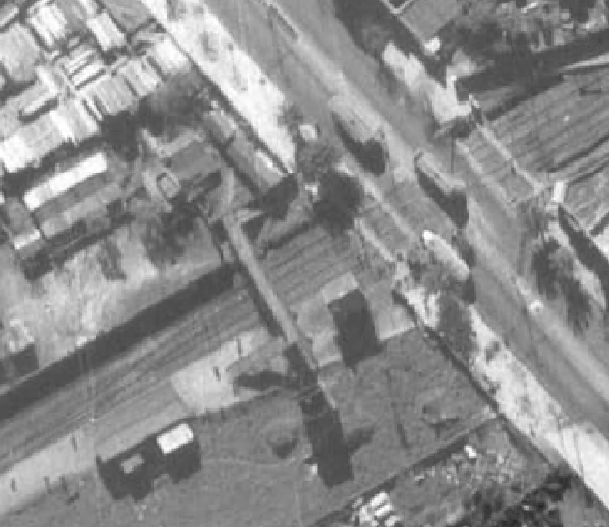
El puente peatonal original
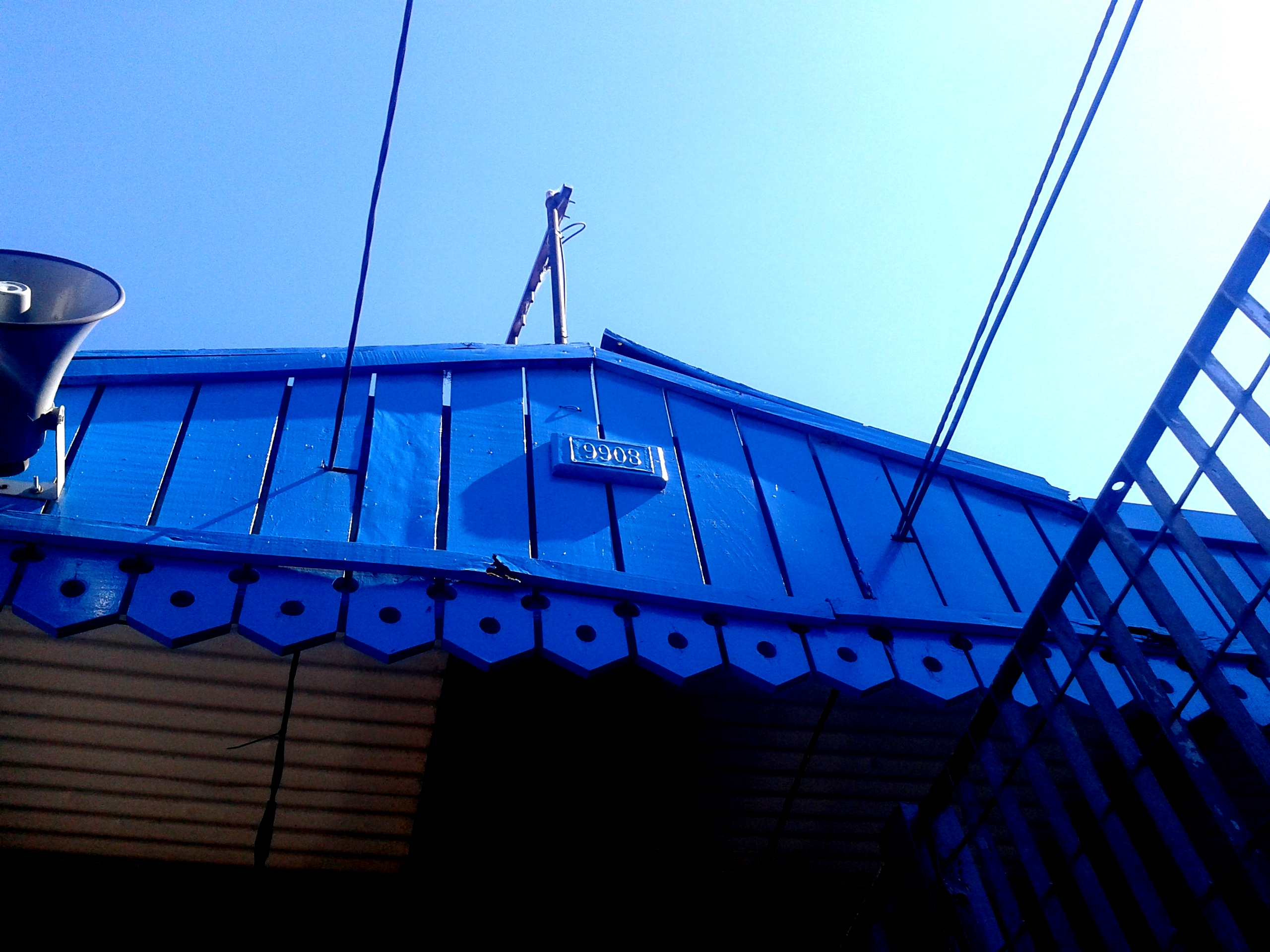
Detalle del alero de madera, típico del BAP
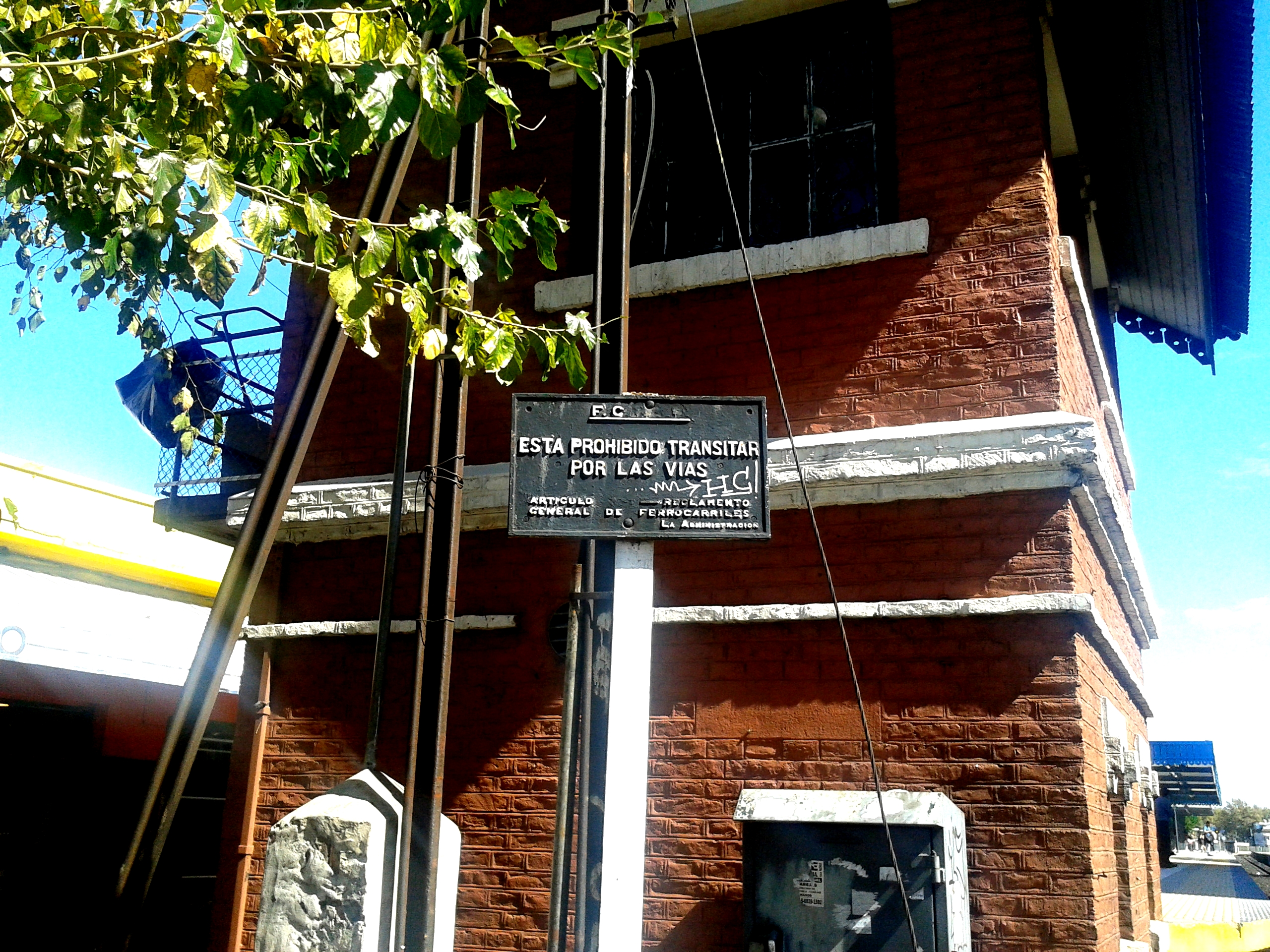
Cartel metálico frente a la cabina de señales
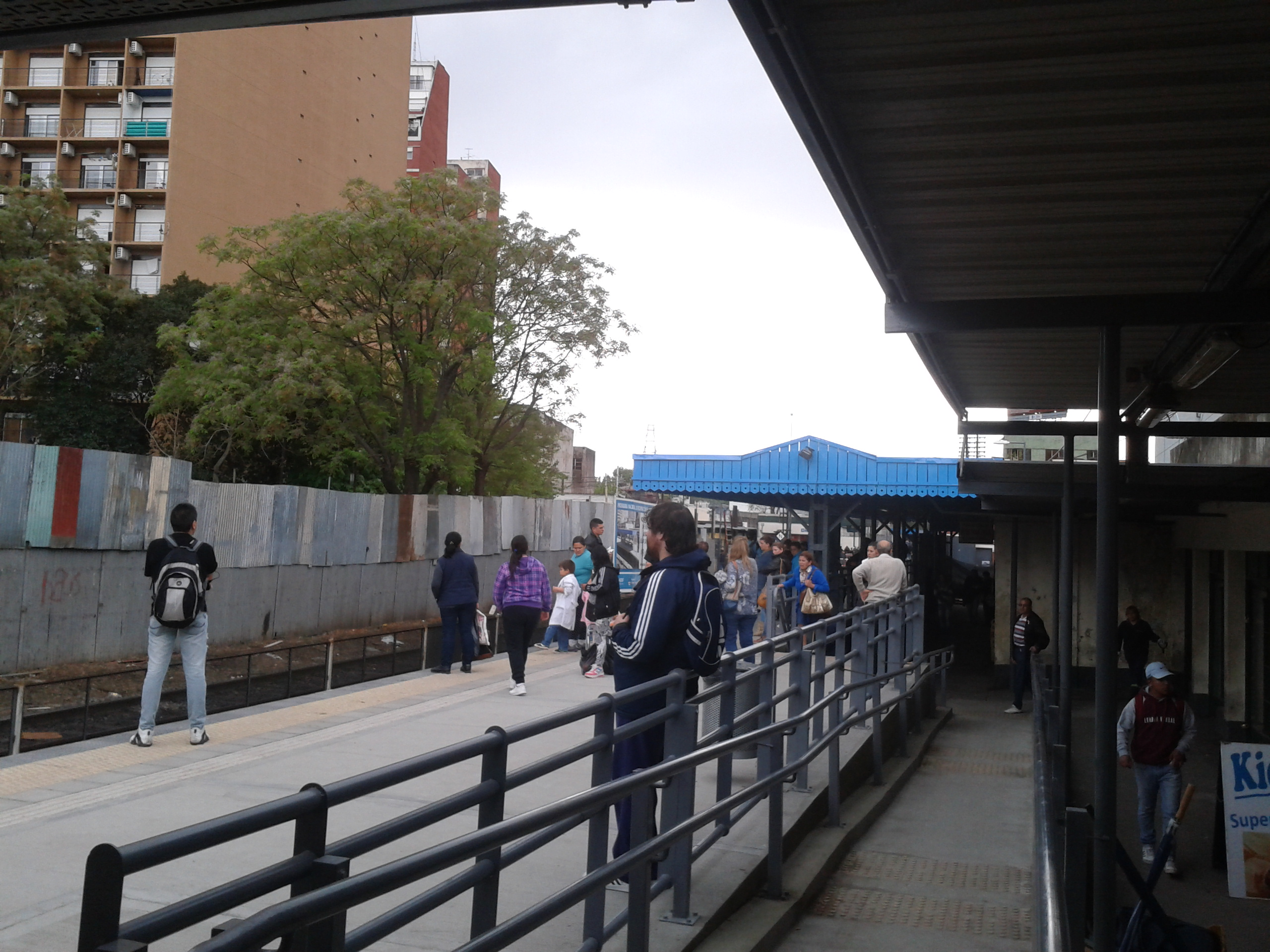
Refugio del andén ascendente
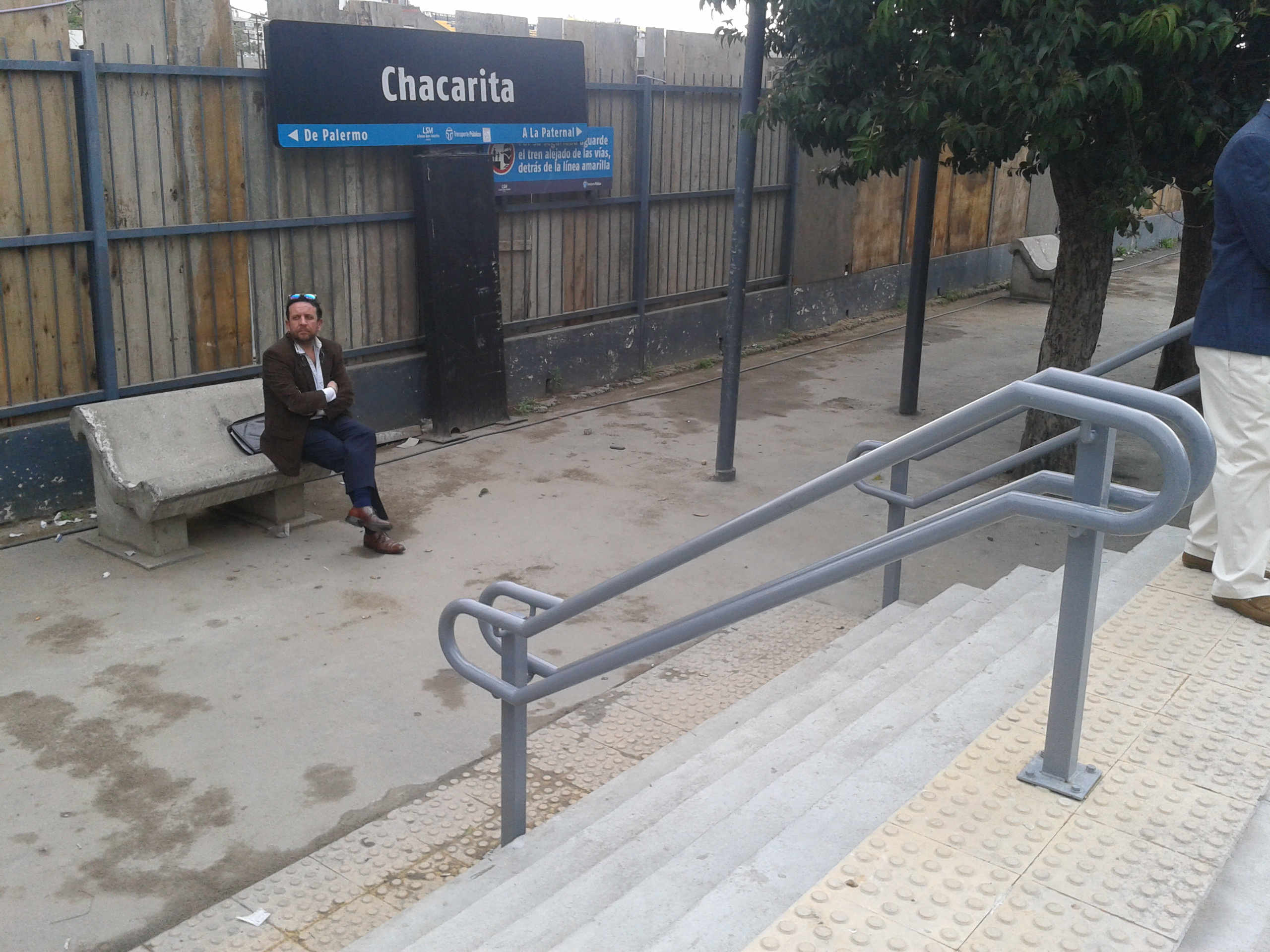
Diferencia de alturas entre el sector elevado y el original

## Hitos urbanos
- Club Atlético Atlanta
- Movistar Arena
- Parque Los Andes
- Avenida Corrientes
- Metrobús Juan B. Justo
- Línea B Subte de Buenos Aires